# Warren Beatty
Henry Warren Beatty (nacido Beaty; Richmond, Virginia, 30 de marzo de 1937) es un actor, productor, guionista y director de cine estadounidense.

## Biografía
Hermano menor de la actriz Shirley MacLaine, nació en Richmond (Virginia). Después de abandonar la Universidad Northwestern, estudió interpretación con Stella Adler en Nueva York.

### Primeros trabajos
Trabajó en la televisión y el teatro, llegando a ser candidato a un premio Tony con apenas 23 años, en 1960, por su trabajo en A Loss of Roses. Debutó en el cine, directamente con un papel protagonista, con Esplendor en la hierba (1961, Elia Kazan). Entre sus primeras películas sobresalen La primavera romana de la Sra. Stone (1961), junto a la mítica Vivien Leigh, Su propio infierno (1962, John Frankenheimer), donde se codeó con Eva Marie Saint, Lilith (1964, Robert Rossen), donde tuvo por partenaire a Jean Seberg, y el drama judicial Acosado (1965, Arthur Penn).
En 1965 descartó participar en la comedia What's New Pussycat?, enfadado porque su compañero de reparto Woody Allen modificaba el guion para restarle protagonismo. Ante el éxito que alcanzó este filme, Beatty empezó a exigir el control creativo en todas las películas que rodase. 
En 1967 saltó al estrellato, al igual que Faye Dunaway, gracias a la película Bonnie and Clyde; para rodarla recurrió nuevamente a Arthur Penn como director, y pidió financiación al magnate Jack Warner, tras años de enemistad porque había rechazado protagonizar una producción de este sobre John F. Kennedy. Bonnie and Clyde fue un éxito y su interpretación le valió a Warren Beatty su primera nominación al Óscar.

### Década de 1970
Sus mejores trabajos en esos años fueron en los largometrajes Los vividores (1971, de Robert Altman) y El último testigo (1974, de Alan J. Pakula), pero alcanzó mayor resonancia popular con las comedias Shampoo (1975, de Hal Ashby), Dos pillos y una herencia (1975), donde fue coprotagonista junto a Jack Nicholson y Stockard Channing, y El cielo puede esperar (1978), nominada a nueve premios Óscar (si bien solo ganó uno, el de dirección artística). Esta última película la dirigió él mismo y tuvo por coprotagonista a Julie Christie.
Volvió a ejercer como protagonista y director con Rojos (1981), junto a  Diane Keaton y Jack Nicholson, una recreación histórica de la vida del periodista John Reed. Este filme obtuvo excelentes críticas, fue nominado a doce Oscar y ganó tres: uno para Beatty por mejor dirección, otro para Maureen Stapleton como mejor actriz secundaria, y otro para la fotografía de Vittorio Storaro. A pesar de este éxito, Warren Beatty empezó a espaciar sus trabajos; y de hecho es una figura de Hollywood con una filmografía muy corta: apenas veinte películas en cinco décadas de carrera.

### Un seductor
Hasta su matrimonio con la actriz Annette Bening (con quien ha tenido cuatro hijos), Beatty había tenido la reputación de ser el amante y el soltero más codiciado de Hollywood. Su hermana, Shirley McLaine, decía con humor que ella era la única mujer de Hollywood con la que no se había acostado. Su larga lista de romances más o menos públicos incluye a divas de varias generaciones como Jane Fonda, Brigitte Bardot, Julie Christie, Maria Callas, Vivien Leigh, Natalie Wood, Diane Keaton, Cher, Joan Collins, Daryl Hannah, Madonna e inspiró una agudeza de Woody Allen: «Me gustaría reencarnarme en las yemas de los dedos de Warren Beatty».

### Etapa 1980-2000
Durante las décadas de 1980 y 1990 ha protagonizado proyectos de otros directores. La película Ishtar (1987), dirigida por Elaine May y que Beatty coprotagonizó con Dustin Hoffman, se saldó con un estrepitoso fracaso comercial y de crítica, pero en 1990 Beatty recuperó bríos dirigiendo y protagonizando la adaptación del cómic Dick Tracy (1990), que contó con Madonna, Al Pacino y Dick Van Dyke. Esta producción recaudó más de 160 millones de dólares y fue nominada a siete Óscars, ganando tres de ellos (uno, a la mejor canción).
En 1991 protagonizó junto a Annette Bening Bugsy, de Barry Levinson, retrato de un gánster de Hollywood que obtuvo varias nominaciones al Óscar. Más tarde trabajó de nuevo con Bening en Un asunto de amor (1994, de Glenn Gordon Caron), nueva versión de la producción de 1939 Tú y yo, de Leo McCarey. Esta película supuso uno de los últimos trabajos de la veterana Katharine Hepburn. De 1998 es Bulworth, una sátira política dirigida y protagonizada por él mismo.

### Últimos trabajos
En 2001 coprotagonizó con Diane Keaton y Goldie Hawn Town & Country, filme que se saldó con un fracaso de crítica y taquilla, a pesar de su llamativo elenco, que incluía también a Andie McDowell, Nastassja Kinski y Charlton Heston. Desde entonces Beatty no trabajó como actor durante los siguientes 15 años.
Su siguiente proyecto como director, actor y productor fue Rules Don't Apply, estrenada en Estados Unidos en noviembre de 2016 (y en España, en abril de 2017); es un drama romántico sobre el magnate Howard Hughes, al que encarna el propio Beatty. Este filme se empezó a rodar en 2014 con Lily Collins, Alden Ehrenreich, Annette Bening, Candice Bergen, Ed Harris, Alec Baldwin y Martin Sheen, entre otros actores. En su estreno fue recibido con críticas tibias.

### 50.º Aniversario deBonnie and Clyde: Gala de los Oscars
Con motivo del quincuagésimo aniversario de la película Bonnie and Clyde, los protagonistas del filme, Warren Beatty y Faye Dunaway, fueron los encargados de entregar el Óscar a la mejor película del año en 2017. Su equivocación al anunciar el nombre de la ganadora, La La Land en lugar de Moonlight (causada por una confusión con los sobres de los premios) ha pasado a la historia de los Premios de la Academia.
Un año después, la Academia de Hollywood resarció a Beatty y Dunaway invitándoles a que entregasen nuevamente el Óscar a la mejor película, que recayó en La forma del agua. Esta vez el acto se desarrolló sin incidencias, si bien sumó alguna alusión jocosa al error anterior.

## Premios y nominaciones
Premios Óscar
| Año  | Categoría                            | Película                             | Resultado |
| ---- | ------------------------------------ | ------------------------------------ | --------- |
| 1968 | Mejor película                       | Bonnie and Clyde                     | Nominado  |
| 1968 | Mejor actor                          | Bonnie and Clyde                     | Nominado  |
| 1976 | Mejor guion original                 | Shampoo                              | Nominado  |
| 1979 | Mejor película                       | Heaven Can Wait                      | Nominado  |
| 1979 | Mejor director                       | Heaven Can Wait                      | Nominado  |
| 1979 | Mejor guion adaptado                 | Heaven Can Wait                      | Nominado  |
| 1979 | Mejor actor                          | Heaven Can Wait                      | Nominado  |
| 1982 | Mejor película                       | Reds                                 | Nominado  |
| 1982 | Mejor director                       | Reds                                 | Ganador   |
| 1982 | Mejor guion original                 | Reds                                 | Nominado  |
| 1982 | Mejor actor                          | Reds                                 | Nominado  |
| 1992 | Mejor película                       | Bugsy                                | Nominado  |
| 1992 | Mejor actor                          | Bugsy                                | Nominado  |
| 1999 | Mejor guion original                 | Bulworth                             | Nominado  |
| 2000 | Premio en Memoria de Irving Thalberg | Premio en Memoria de Irving Thalberg | Ganador   |

Premios Globo de Oro
| Año  | Categoría                          | Película              | Resultado |
| ---- | ---------------------------------- | --------------------- | --------- |
| 1962 | Mejor actor - Drama                | Splendor in the Grass | Nominado  |
| 1962 | Nueva estrella del año - Actor     | Splendor in the Grass | Ganador   |
| 1968 | Mejor película - Drama             | Bonnie and Clyde      | Nominado  |
| 1968 | Mejor actor - Drama                | Bonnie and Clyde      | Nominado  |
| 1976 | Mejor película - Comedia o musical | Shampoo               | Nominado  |
| 1976 | Mejor actor - Comedia o musical    | Shampoo               | Nominado  |
| 1979 | Mejor película - Comedia o musical | Heaven Can Wait       | Ganador   |
| 1979 | Mejor actor - Comedia o musical    | Heaven Can Wait       | Ganador   |
| 1982 | Mejor película - Drama             | Reds                  | Nominado  |
| 1982 | Mejor director                     | Reds                  | Ganador   |
| 1982 | Mejor guion                        | Reds                  | Nominado  |
| 1982 | Mejor actor - Drama                | Reds                  | Nominado  |
| 1991 | Mejor película - Comedia o musical | Dick Tracy            | Nominado  |
| 1992 | Mejor película - Drama             | Bugsy                 | Ganador   |
| 1992 | Mejor actor - Drama                | Bugsy                 | Nominado  |
| 1999 | Mejor película - Comedia o musical | Bulworth              | Nominado  |
| 1999 | Mejor guion                        | Bulworth              | Nominado  |
| 1999 | Mejor actor - Comedia o musical    | Bulworth              | Nominado  |
| 2007 | Premio Cecil B. DeMille            | —                     | Ganador   |

Festival Internacional de Cine de Venecia
| Año  | Categoría            | Película | Resultado |
| ---- | -------------------- | -------- | --------- |
| 1998 | León de Oro Especial | -        | Ganador   |